# Agente 077 missione Bloody Mary
Agente 077 missione Bloody Mary (bra Agente 077, Missão "Bloody Mary" ou 077 - Missão Bloody Mary) é um filme italiano de 1965, dos gêneros aventura e espionagem, dirigido por Sergio Grieco, com roteiro de Sandro Continenza, Marcello Coscia, Leonardo Martín e do próprio diretor e trilha sonora de Angelo Francesco Lavagnino, com tema de Ennio Morricone.

## Sinopse
Agente secreto é enviado para deter poderosa organização criminal que roubou um artefato nuclear.

## Elenco
- Ken Clark ……. Dick Malloy
- Helga Liné …….  Elsa Freeman
- Philippe Hersent …….  Lester
- Mitsouko ……. Kuan
- Umberto Raho ……. Professor Betz (como Umi Raho)
- Silvana Jachino …….  Juanita (como Susan Terry)
- Antonio Gradoli  (como Anthony Gradwell)
- Andrea Scotti
- Brand Lyonell
- Peter Blades
- Peter Bach
- Franca Polesello
- Pulla Coy
- Mirko Ellis
- Erika Blanc